# Comuna 1 (Bucaramanga)
La Comuna 1 o Norte es una división territorial urbana de la ciudad de Bucaramanga, en Colombia.

## División administrativa
La comuna se encuentra formada por los barrios: Miramar, Colseguros Norte, Jardines de Altagracia, Minuto de Dios, Tejar I y II, María Paz, Kennedy, Altos del Kennedy, Balcones del Kennedy, Miradores del Kennedy, Las Hamacas, Villa Rosa (sectores I, II y III), Omagá (sectores I y II), Altos del Progreso, Las Olas bajas, Claverianos, Campo Madrid (Etapa I y II), Betania (Etapas I a la XII),Bavaria 2, Café Madrid, Colorados, El Pablón (Villa Lina, La Torre, Villa Patricia, Sector Don Juan, Pablón Alto y Bajo).
También incluye los asentamientos: Barrio Nuevo, Divino Niño, 13 de Junio, Cervunión, Luz de Esperanza, Caminos de Paz.

## Salud
La comuna 1 (Norte) cuenta con el Hospital Local del Norte para la atención en salud de la comunidad y varios centros de salud.